# Soliperla tillamook
Soliperla tillamook is een steenvlieg uit de familie Peltoperlidae. De wetenschappelijke naam van de soort is voor het eerst geldig gepubliceerd in 1983 door Stark.